# 総社町高井
総社町高井（そうじゃまちたかい）は、群馬県前橋市の地名。郵便番号は371-0856。2013年現在の面積は0.21km2。

## 地理
前橋市の西部、利根川右岸西方、八幡川台地に位置している。

## 歴史
南北朝時代頃からある地名である。江戸時代になると、はじめ総社藩領、寛永10年に高崎藩領、宝永7年に幕府領、寛保3年に沼田藩領、延享4年からは前橋藩領だった。

### 年表
- 1889年4月1日 町村制施行により、高井村は総社町、植野村と合併し西群馬郡総社町が成立する。その際、旧町村名を大字名としたため、総社町大字高井となる。
- 1896年4月1日 郡統合（西群馬郡と片岡郡の統合）により群馬郡に所属する。
- 1954年4月1日 周辺1町5村（元総社村、上川淵村、芳賀村、桂萱村、下川淵村、東村）とともに総社町は前橋市へ編入する。その際、総社町になった際の3大字に「総社町」を冠称し、町名としたため前橋市総社町高井町となる。
- 1976年 前橋西部工業団地の地域が高井町1丁目となる。

### 地名の由来
八幡川台地高井戸神護水の湧水地に由来するといわれている。

## 世帯数と人口
2017年（平成29年）8月31日現在の世帯数と人口は以下の通りである。
| 町丁       | 世帯数  | 人口  |
| ---------- | ------- | ----- |
| 総社町高井 | 325世帯 | 690人 |

## 小・中学校の学区
市立小・中学校に通う場合、学区は以下の通りとなる。
| 番地 | 小学校             | 中学校             |
| ---- | ------------------ | ------------------ |
| 一部 | 前橋市立総社小学校 | 前橋市立第六中学校 |
| 一部 | 前橋市立勝山小学校 | 前橋市立第六中学校 |

## 交通

### 鉄道
最寄りの駅はJR群馬総社駅（総社町植野）。

### 道路
国道は通っていらず、県道は群馬県道15号前橋伊香保線と群馬県道161号南新井前橋線が通っている。

## 施設
- ユニクロ 前橋総社店